# Эгидий (магистр армии)

Суассонская область

Эгидий (полное имя — Эгидий Афраний Сиагрий; лат. Aegidius Afranius Syagrius; умер в 464/465) — римский военачальник и правитель Суассонской области.

## Биография

### Происхождение и карьера
Эгидий происходил из знатной римской семьи в Восточной Галлии. Был внуком (или правнуком) консула 382 года Афрания и двоюродным братом префекта Галлии 452 года Тонантия Ферреола. Родился в Лугдуне. Служил в армии под командованием Аэция, а затем Авита. Когда в 455 году Авит был провозглашен императором и отбыл в Рим, Эгидий принял его должность командующего римскими войсками в Галлии. В это же время из Британии в Галлию переселилось около 12 000 романо-бриттов, среди которых было много воинов, что значительно укрепило позиции Эгидия. В 456 году после мятежа Рицимера и отстранения от власти Авита, он стал военным наместником (dux) Галльского диоцеза, а фактически независимым правителем Северной Галлии. Был другом и сторонником императора Западной Римской империи Майориана (они вместе служили в армии Аэция). В 457 году получил от него титул magister militum вместо занимавшего эту должность прежде комита Агриппина, с которым Эгидий находился во враждебных отношениях.

### Правитель Галлии
Согласно Григорию Турскому, после изгнания своего короля Хильдерика I власть Эгидия признали салические франки, избрав его своим королём (в апреле-мае 457 года). Хотя власть Эгидия над франками была в значительной степени номинальной, его правление вызвало их недовольство. Согласно хронисту Фредегару, Эгидий, по совету некоего Виомадия, обложил франков тяжёлыми налогами и казнил 100 человек. Вследствие этого, четыре года спустя франки вновь призвали Хильдерика I и изгнали из страны Эгидия. Эта история подвергается сомнению современными исследователями, хотя существование союза между франками и Эгидием не оспаривается.
Кроме франков союзниками Эгидия были поселившиеся в Арморике бритты и осевшие в районе Орлеана аланы. По одной из версий именно к Эгидию обратились романо-бритты, прося военной помощи против вторгнувшихся в Британию англосаксов (хотя, согласно другой точке зрения, они обращались к Аэцию).
В 457 году Майориан поручил Эгидию навести порядок в Галлии, где местная галло-римская аристократия отказалась признать Майориана императором и, заключив союз с бургундами, сдала им Лугдун.
Летом 458 года Эгидий вместе с франками взял Лугдун, выбив оттуда бургундов, и вернул его под контроль империи. При этом город был жестоко разграблен. В этом же году совместно с Майорианом начал войну против вестготов и освободил осажденный готами Арелат, что вынудило короля вестготов Теодориха II возобновить федератный договор с Римом. В 460 году сопровождал императора Майориана в Испанию в его походе против вандалов.

### Война с вестготами
После смерти Майориана в 461 году Эгидий отказался признать легитимность нового императора — ставленника Рицимера Либия Севера и провозгласил независимость своей провинции, расположенной между Луарой и Сеной и известной как Суассонская область. Его владения почти сразу оказались отрезаны от основной территории Западной Римской империи, после того как бургунды вернули контроль над Лугдуном и долиной Соны.
В 462 году под предлогом оказания помощи новому императору Либию Северу, против Эгидия выступил король вестготов Теодорих II. Одновременно с этим Рицимер вновь назначил правителем Галлии комита Агриппина, который сдал вестготам Нарбон. Затем войска вестготов под командованием Фридериха (брата Теодориха II) двинулись в область среднего течения Луары. Под их натиском Эгидий отступил за Луару, но в битве при Орлеане (463 год), получив подкрепления от салических франков Хильдерика I и аланов, сумел разбить вестготов, после чего отбросил их войска за Луару. После этой победы Эгидий вступил в переговоры с королём вандалов Гейзерихом, планируя одновременное нападение на Италию и на королевство вестготов. Однако эти планы были сорваны вторжением в Галлию саксов в 464 году. Эгидий в союзе с франками выступил против них.

### Смерть и наследники
Зимой 464 или 465 года в разгар войны с саксами Эгидий умер в лагере на Луаре при не вполне ясных обстоятельствах во время эпидемии чумы (существует мнение, что он был отравлен). После его смерти командование римскими войсками в Северной Галлии и власть над Суассонской областью перешли к комиту Павлу, а после скорой гибели последнего их унаследовал сын Эгидия Сиагрий.